# Gran Valira
Gran Valira je najveća rijeka u Andori. Protječe kroz glavni grad, Andorra la Vella, i izlazi iz zemlje na jugu u blizini cestovnog graničnog prijelaza Španjolska- Andora.
Gran Valira je pritoka Segrea, koji je pak pritoka Ebra. Ulijeva se u Segre u La Seu d'Urgell. Njegove glavne pritoke su Valira d'Orient, Valira del Nord i Madriu. Riječni sustav Valira dug je 35 km.
Kartografska služba vlade Andore naziva ga Gran Valira. U određenim izvorima, posebno onima sa španjolskim utjecajem kao što su karte objavljene u Španjolskoj, ponekad se naziva Valira jer na području Španjolske postoji samo jedna rijeka Valira. U Andori, međutim, postoji nekoliko različitih Valira i stoga postoji potreba za razlikovanjem između njih.